# 사우스웨스트노퍽 (영국 의회 선거구)
사우스웨스트노퍽(South West Norfolk)은 영국 의회의 선거구로, 잉글랜드 동부 노퍽주에 위치해 있으며 1885년 총선부터 신설되었다.
1964년 영국 총선 이후 보수당 후보가 주로 당선되는 보수 텃밭 지역구로 분류된다. 2022년 영국 총리직을 역임한 보수당 리즈 트러스 의원의 지역구였으나, 2024년 총선부터 노동당의 테리 저미가 지역구 의원으로 당선됐다.

## 지역 정보
잉글랜드 노퍽주의 농촌지역으로, 농업과 식품생산이 주산업을 이루고 있다. 지역민은 대부분 백인에 자가주택소유자가 다수를 이루고 있으며, 주민소득과 주택가격은 전국 평균에 미치지 못한다. 일렉토럴 캘큘러스는 사우스웨스트노퍽 선거구에 대해 사회현안에 대하여 보수 성향을 지니고 있으며 브렉시트에 강력한 지지를 보냈다는 점을 근거로 '우파 강세' 지역구로 분류하였다.

## 선거 이력

### 20세기
현재는 보수당의 텃밭 지역구가 되었지만, 20세기 초에는 보수당과 노동당 간의 상당한 접전지역구로 분류되었다. 1929년~1931년에는 노동당 후보가 당선되었으며 1945년 총선에서도 노동당의 시드니 다이 후보가 불과 53표차로 당선된 바 있다. 다음 총선인 1950년 총선에서도 260표차로 다이 의원이 재선에 성공하였다. 1951년 총선에서는 보수당의 데니스 불러드 후보에게 442표 차이로 패배했고, 1955년 총선에서는 또다시 193표차로 탈환하였다.
1958년 시드니 다이 의원이 재직 중 사망하면서 치러진 보궐선거에서는 노동당의 앨버트 힐튼 후보가 1,354표차로 격차를 늘리며 지역구 수성에 성공했다. 하지만 이듬해 1959년 총선에서는 표차가 78표차로 다시 줄어들었다. 두 선거 모두 전국적으로는 보수당이 승리한 선거였다.
1964년 총선에서는 반대로 노동당이 전국적으로 승리한 가운데 사우스웨스트노퍽 지역구에서는 보수당의 폴 호킨스 후보가 당선되면서 13년 만에 탈환하여 1983년 총선까지 지역구 의원으로 연속 당선됐다. 1987년부터는 길리언 셰퍼드 의원이 뒤를 이어 연속으로 당선되었으나 보수당 창당 이래 최악의 참패를 당했던 1997년 총선에서는 노동당 후보와의 표차가 줄어들기도 했다.

### 21세기
2005년 길리언 셰퍼드는 불출마 및 은퇴를 선언하고 귀족 작위를 수훈받았다. 이에 보수당은 미드도싯 풀노스 지역구 의원이었던 크리스토퍼 프레이저를 공천하였으며, 총선에서 1만 표 이상의 표차를 기록하며 무난히 당선되었다.
2009년 5월 28일 크리스토퍼 프레이저는 가정사를 이유로 2010년 총선에 출마하지 않겠다고 밝혔다. 당시 프레이저 의원은 부당 예산청구 의혹에 관한 데일리 텔레그라프의 보도에 연루된 상황이었다. 데일리 텔레그라프는 프레이저 의원이 지역구 내 별장의 테두리로 삼을 나무 215그루를 구입하기 위하여 의회예산 1,800파운드를 부당 청구했다는 의혹을 제기한 바 있었다.
2010년 총선에서는 리즈 트러스 후보가 공천되어 당선되었다. 그해 총선에서는 보수당이 제1당으로 등극하여 집권여당이 되었으며, 트러스 의원은 2014년부터 역대 보수당 내각하의 장관직을 두루 거치게 되었는데 2014년~2016년 데이비드 캐머런 내각에서는 환경장관을, 2016년~2017년 테리사 메이 내각에서는 법무장관 겸 대법관을, 2019년~2021년 보리스 존슨 내각에서는 국제무역장관과 무역위원회의장을 역임하였다. 2021년 리즈 트러스는 고위장관직에 속하는 외무장관으로 임명되었으며, 이듬해 2022년 당대표 선거에서 승리하여 9월 6일 영국 총리로  임명되었다. 그러나 리즈 트러스 총리는 경제 관련 실책으로 인하여 파문을 일으켰고 취임 후 50일 만인 10월 25일 총리직에서 물러났다.
2024년 영국 총선에서는 전국선거에서의 보수당 참패와 더불어 지역구 선거에서도 보수 후보가 난립하면서, 1964년 이래 처음으로 노동당 후보가 당선되는 이변을 연출하였다.

## 관할구역
1885년 의석재할당법이 제정되면서 노퍽주에 할당됐던 2인 선거구 3곳이 1인 선거구 6곳으로 재편되었다. 이 과정에서 기존 웨스트디비전노퍽 선거구의 남부 지역을 '사우스웨스턴디비전노퍽' (South-Western Division of Norfolk)으로 분리 신설하였다. 1950년 영국 총선부터 지금의 명칭인 '사우스웨스트노퍽' (South West Norfolk)으로 이름을 바꿨다.
2024년 총선부터 적용되는 2023년 웨스트민스터 선거구 정기심의 결과 사우스웨스트노퍽 지역구의 관할구역은 다음과 같이 설정되었다 (2020년 12월 1일 기준).
- 브레클랜드구 - 애실, 베딩펠드, 포리스트, 길트크로스, 할링 히슬랜즈, 나밸리, 스와펌, 테트퍼드부디카, 테트퍼드버렐, 테트퍼드캐슬, 테트퍼드프라이어리
- 킹스린 웨스트노퍽 자치구 - 에어필드, 덴버, 다우넘올드타운, 이스트다우넘, 엠네스 아웃웰, 펠트웰, 메스울드, 노스다우넘, 사우스다우넘, 틸니, 머시랜드 위건홀, 업웰 델프, 와틀링턴, 위시[8]

브레클랜드구와 킹스린 웨스트노퍽자치구 의회의 워드 경계 수정으로 지역구 경계도 수정되었으며, 결과적으로 미드노퍽이나 노스웨스트노퍽 등 이웃한 선거구의 유권자 순손실은 미미한 편이었다.

## 국회의원 목록
| 선거 | 선거 | 국회의원             | 정당   |
| ---- | ---- | -------------------- | ------ |
|      | 1885 | 윌리엄 티센암허스트  | 보수당 |
|      | 1892 | 토머스 헤어 경       | 보수당 |
|      | 1906 | 리처드 윈프리        | 자유당 |
|      | 1923 | 앨런 맥린            | 보수당 |
|      | 1929 | 윌리엄 벤자민 테일러 | 노동당 |
|      | 1931 | 앨런 맥린            | 보수당 |
|      | 1935 | 서머싯 드 체어       | 보수당 |
|      | 1945 | 시드니 다이          | 노동당 |
|      | 1951 | 데니스 불러드        | 보수당 |
|      | 1955 | 시드니 다이          | 노동당 |
|      | 1959 | 앨버트 힐튼          | 노동당 |
|      | 1964 | 폴 호킨스            | 보수당 |
|      | 1987 | 길리언 셰퍼드        | 보수당 |
|      | 2005 | 크리스토퍼 프레이저  | 보수당 |
|      | 2010 | 리즈 트러스          | 보수당 |
|      | 2024 | 테리 저미            | 노동당 |

## 같이 보기
- 노퍽주의 영국 의회 선거구 목록
- 이스트오브잉글랜드의 영국 의회 선거구 목록